# Peter Bastian
Peter Bastian (fuldt navn Peter Bastian Jacobsen; født 25. august 1943 i København, død 27. marts 2017) var en dansk musiker. Han var uddannet inden for både teoretisk fysik og klassisk fagot. Han var medlem af Den Danske Blæserkvintet og multimusikgruppen Bazaar. Han medvirkede i talrige tv-udsendelser og radioforedrag, og modtog i 1988 Rosenkjærprisen af DR for "formidlingen af musik og tanker af enhver god slags, på det højest tænkelige og dog så ligefremme plan". Han modtog Dannebrogordenen i 1998.
Peter Bastian udgav i 1987 bogen Ind i musikken. Den har solgt over 100.000 eksemplarer. I 1988 udgav han sammen med guitarist Stig Møller new age-albummet Forest Walk, som solgte 50.000 eksemplarer i Danmark. I 2017 udkom bogen "Altid allerede elsket", bestående af Peter Bastians samtaler på Arresødal Hospice med vennen Tor Nørretranders. Bogen skildrer Peter Bastians omvendelse til kristendommen i den sidste fase af hans liv og hans dåb som 71-årig.
Peter Bastian var siden 2014 gift med Helle Skaarup, forstander på Løgumkloster Refugium.
Han modtog Gyldendals Faglitterære Pris i 2012.